# Parastagonospora nodorum
Espèce
Parastagonospora nodorum est une espèce de champignons ascomycètes de la famille des Phaeosphaeriaceae. Ce microchampignon phytopathogène est responsable des maladies fongiques septoriose du blé et fonte des semis. Phaeosphaeria nodorum est une espèce très proche.

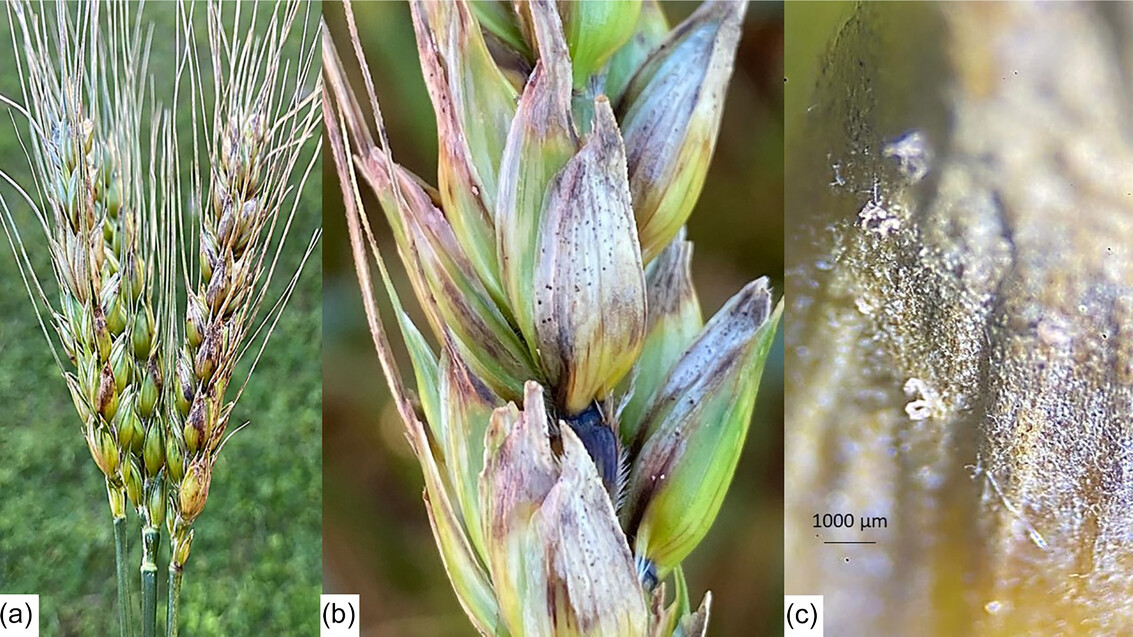
Attaque sur épi par Parastagonospora nodorum.

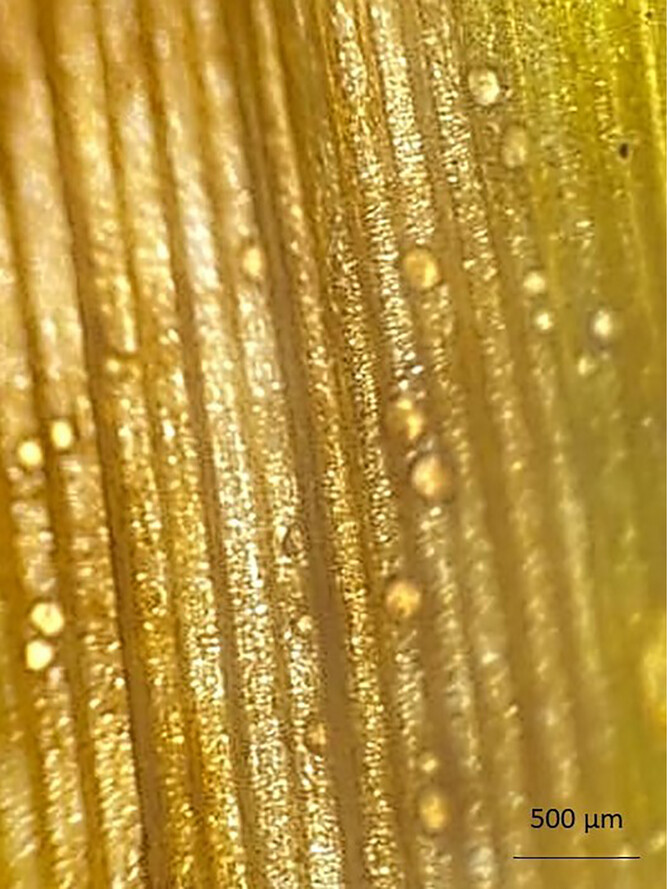
Pycnides.

## Taxinomie
Le nom correct complet (avec auteur) de ce taxon est Parastagonospora nodorum (Berk.) Quaedvl., Verkley & Crous. L'espèce a été initialement classée dans le genre Depazea par Miles Joseph Berkeley en 1845 sous le basionyme Depazea nodorum Berk., 1845.

### Synonymes
Synonymes selon Index Fungorum (22 janvier 2025) :
- Depazea nodorum Berk., 1845
- Septoria nodorum (Berk.) Berk., 1850
- Rhabdospora nodorum (Berk.) Kuntze, 1898
- Hendersonia nodorum (Berk.) Petr., 1947
- Stagonospora nodorum (Berk.) E. Castell. & Germano, 1977

### Publication originale
- W. Quaedvlieg, G. J. M. Verkley, H.-D. Shin et R. W. Barreto, « Sizing up Septoria », Studies in Mycology, vol. 75, no 1,‎ 30 juin 2013, p. 307–390 (ISSN 0166-0616, PMID 24014902, PMCID PMC3713890, DOI 10.3114/sim0017, lire en ligne, consulté le 22 février 2018).

### Noms français
La maladie fongique causée par cette espèce porte en français les noms vernaculaires, vulgarisés ou normalisés suivants : fonte des semis du blé, septoriose des épis, septoriose du blé, tache des glumes de l'orge, tache des glumes du blé.